# Locmariaquer
Locmariaquer är en kommun i departementet Morbihan i regionen Bretagne i nordvästra Frankrike. Kommunen ligger i kantonen Auray som tillhör arrondissementet Lorient. År 2022 hade Locmariaquer 1 567 invånare.

## Befolkningsutveckling
Antalet invånare i kommunen Locmariaquer
| Referens: INSEE |

## Galleri

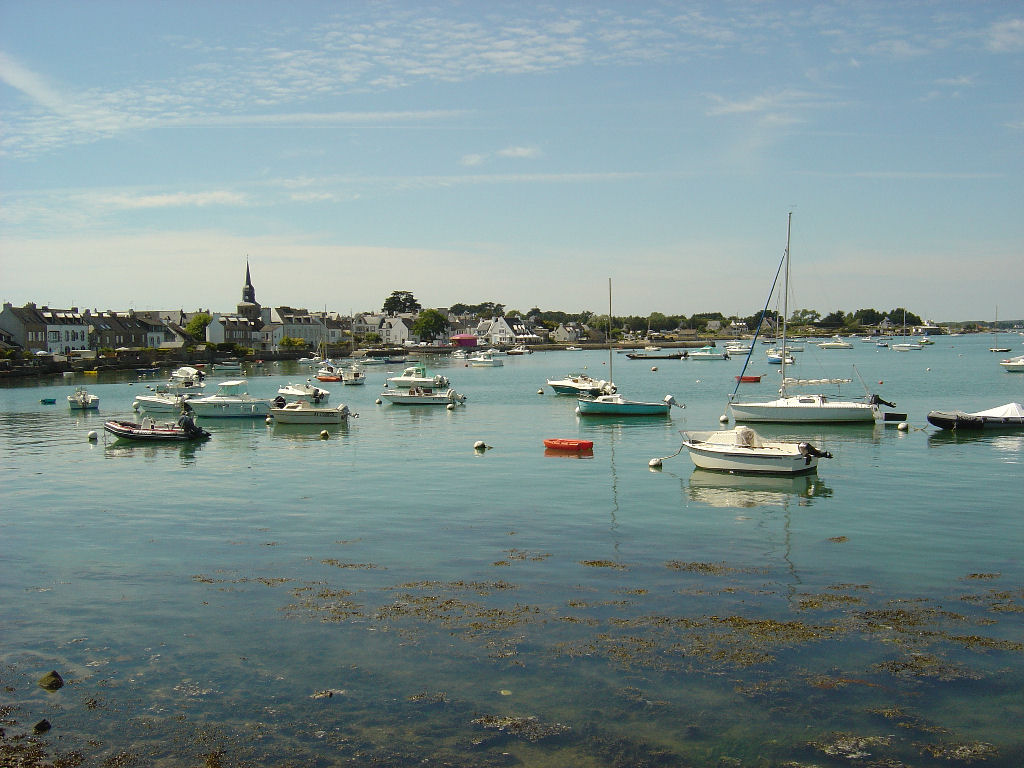
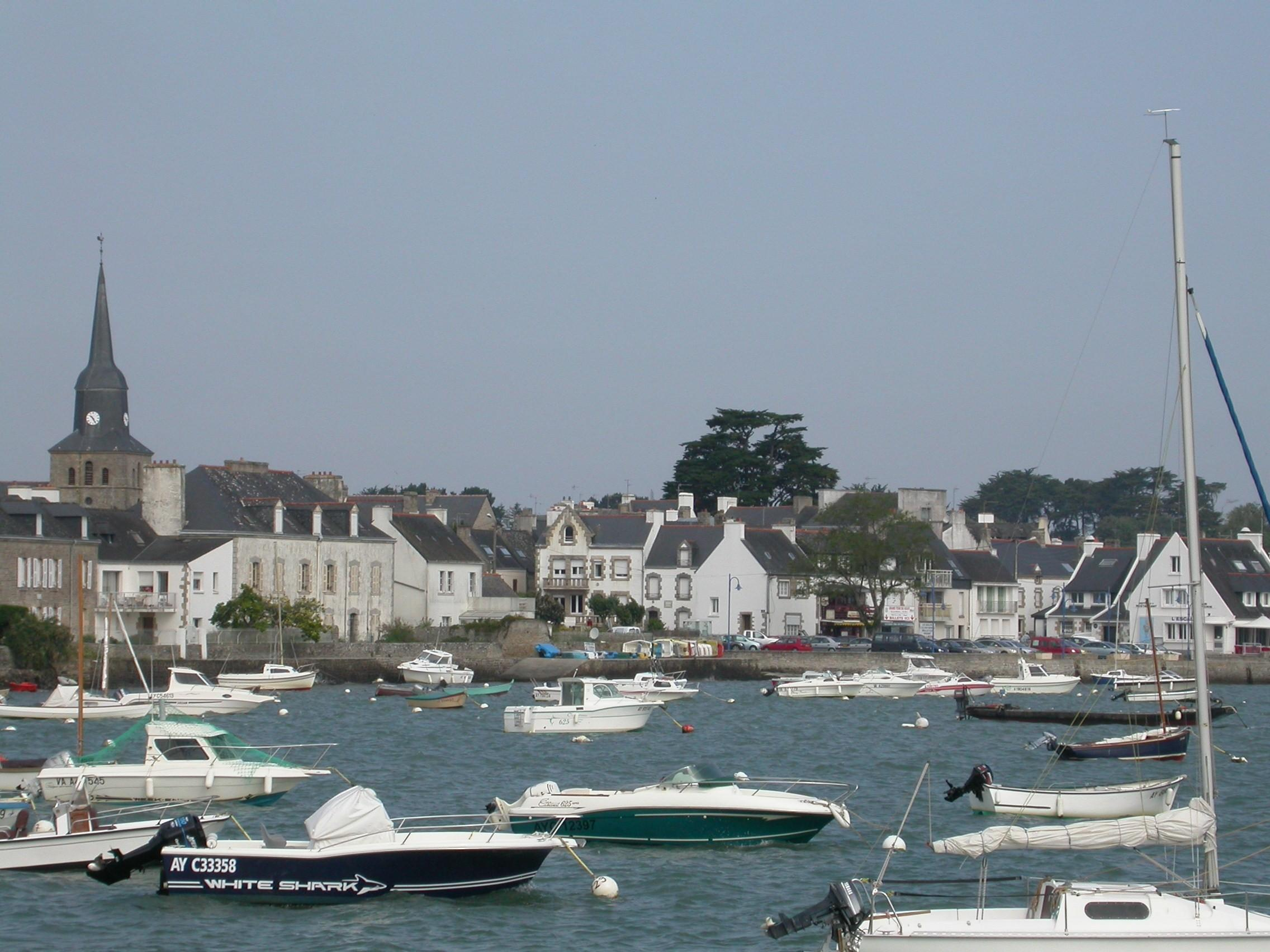
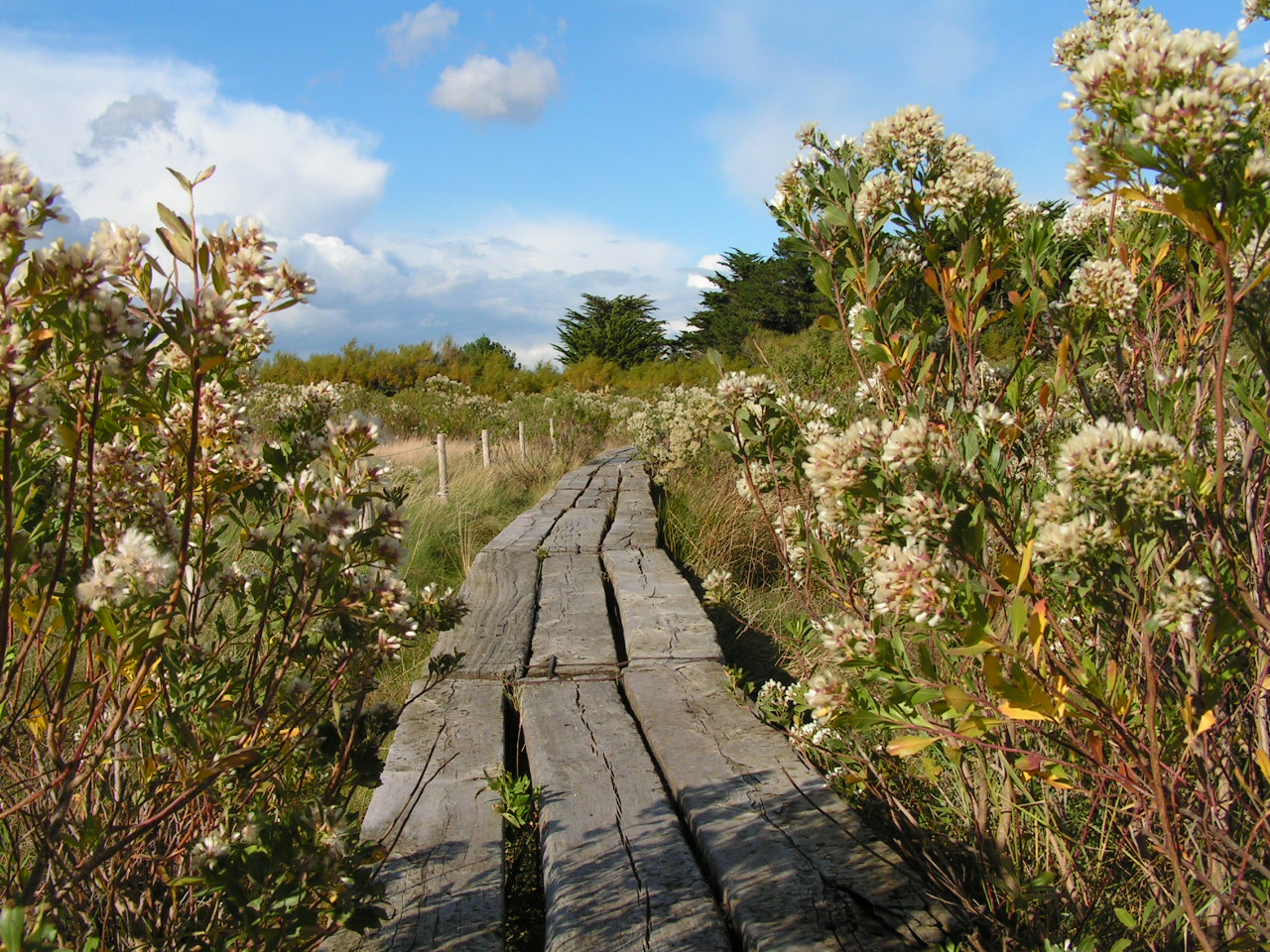
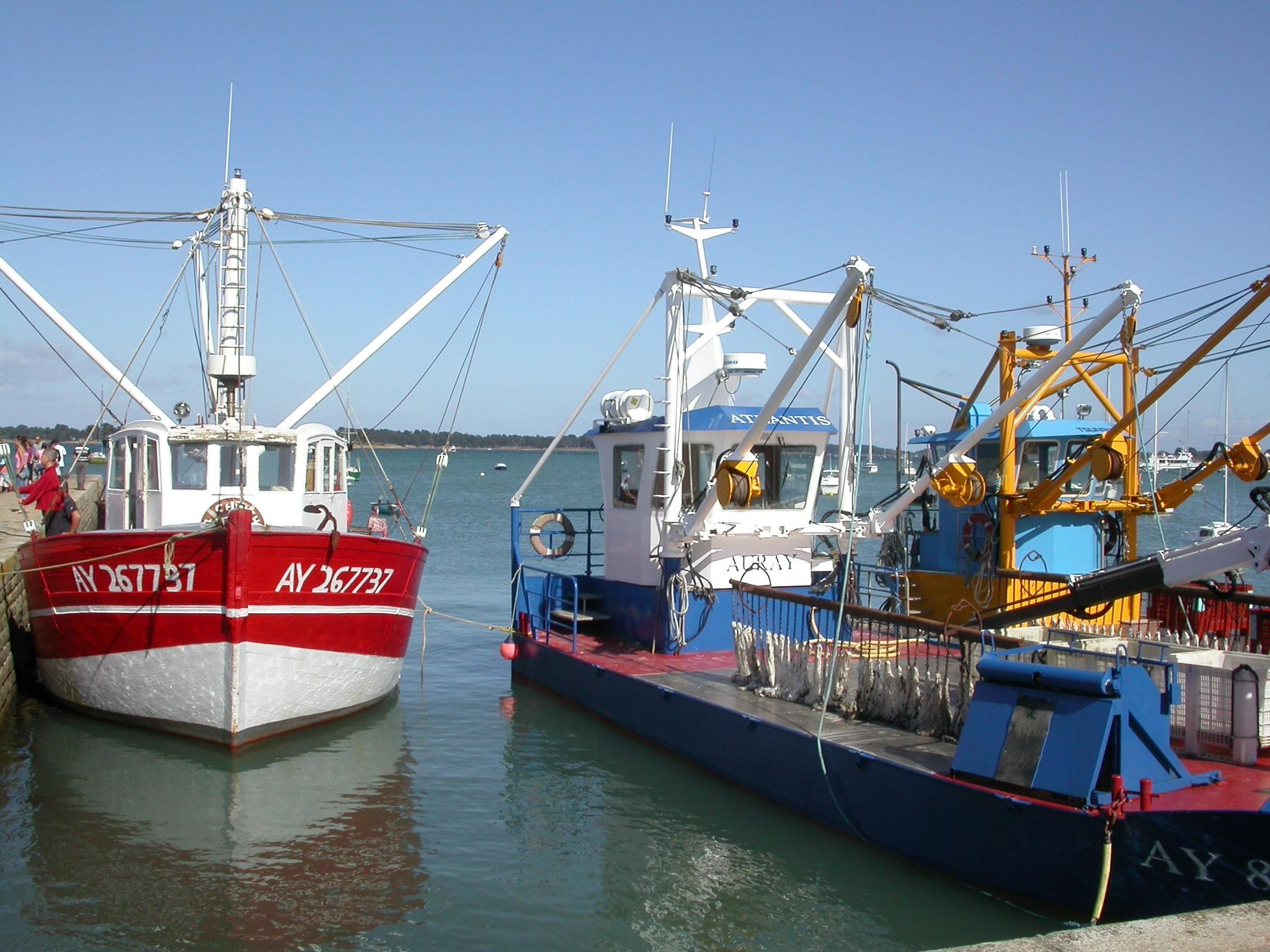
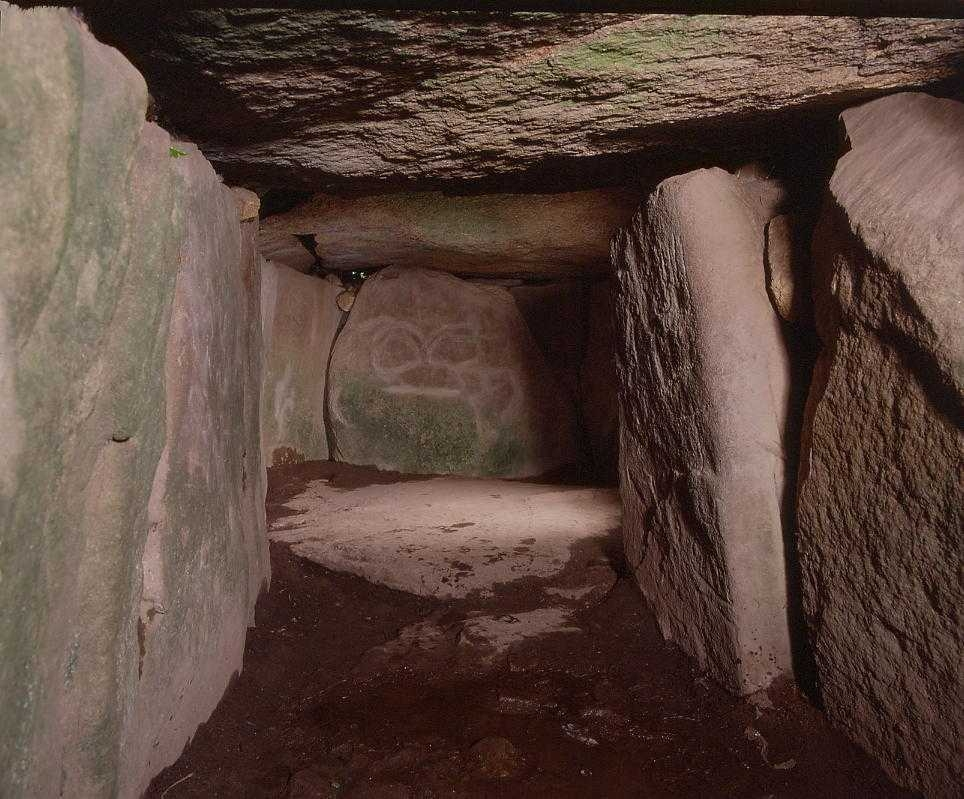
Stenkammargraven i Mané Lud
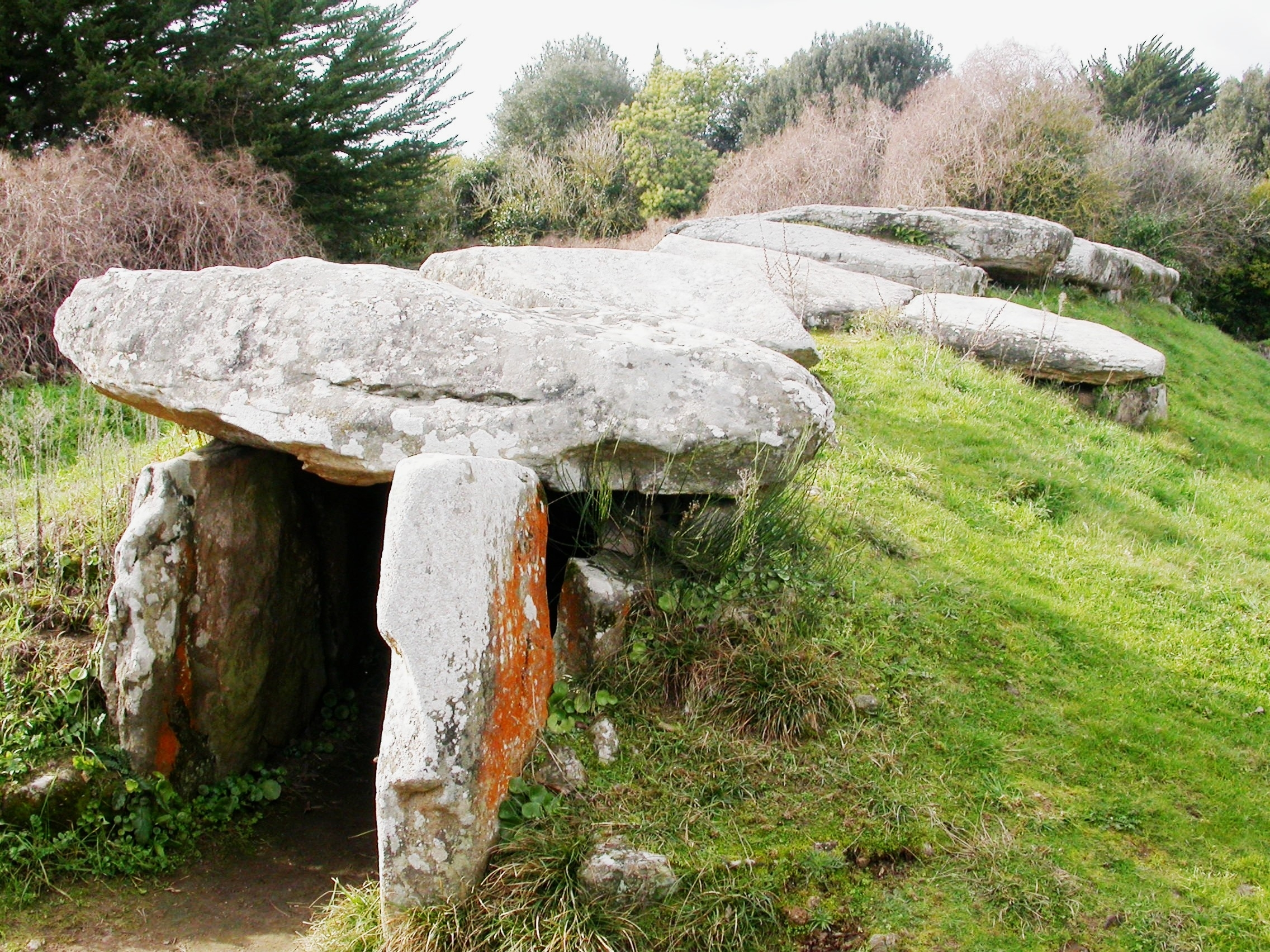
Stenkammargraven i Mané Retual
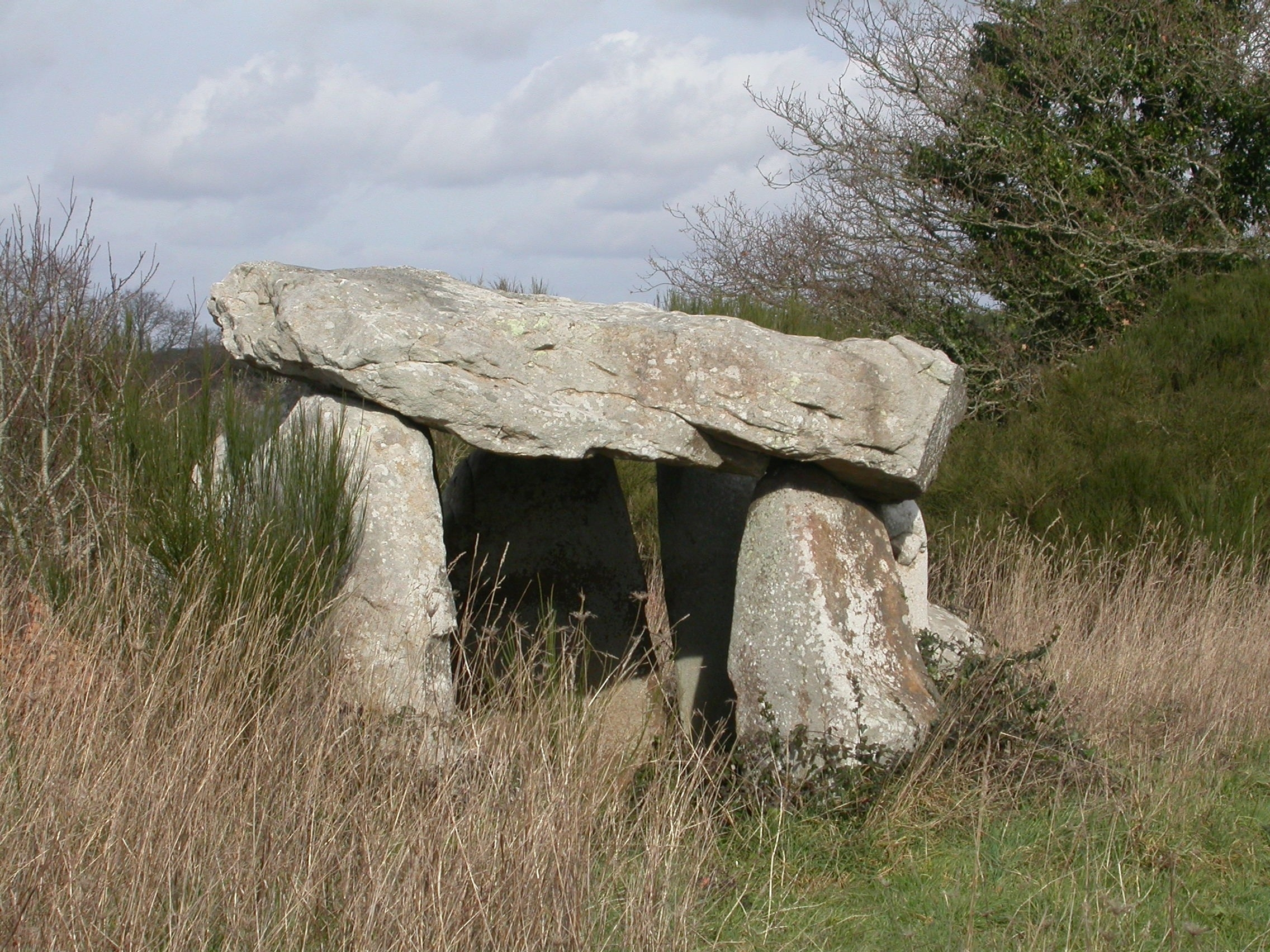
Stenkammargraven i Kercadoret